# Sven Bælter

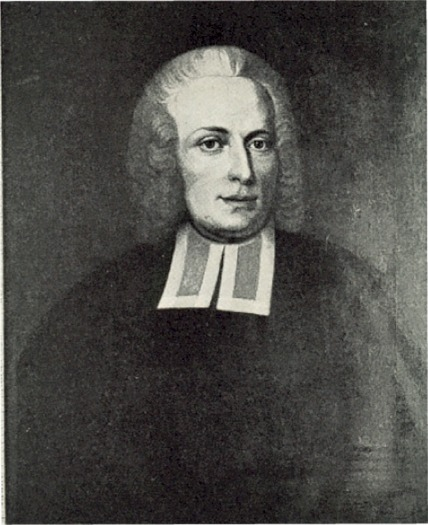
Sven Bælter.

Sven Bælter, född 1713 i Söderhamn, Gävleborgs län, död 19 november 1760, var en svensk teologisk författare och hovpredikant.
Bælter sattes tidigt i handelslära, men på grund av starkt studieintresse blev han 1730 student vid Uppsala universitet. Hans studier försenades dels på grund av sjukdom, dels eftersom han av ekonomiska skäl var verksam som informator. År 1738 blev han dock präst och kallades av domprosten Olof Celsius, som uppmärksammat hans betydande oratoriska förmåga, till domkyrkoadjunkt i Uppsala. Han blev en mycket uppmärksammad predikant och blev en förebild för prästkandidaterna, och blev 1740 även filosofie magister (som primus).
Bælters rykte växte och vid arvprinsen Adolf Fredriks besök i Uppsala 1744 utnämndes han till extra ordinarie hovpredikant och kort därefter till ordinarie samt förordnades att såsom predikant åtfölja en beskickning till Ryssland. I Sankt Petersburg väckte han stort uppseende genom sin ovanliga talareförmåga. Han genomförde också studieresor inåt landet, men hans samlingar därifrån och anteckningar om ryska förhållanden blev till större delen skingrade; en del finns dock på Kungliga biblioteket och annat upptaget i Peter von Havens Efterretninger om det russiske rige (1747). 
Efter hemkomsten fortsatte han att tjänstgöra vid hovet och utnämndes 1750 till domprost i Växjö. Av hälsoskäl kunde han dock ej predika efter 1755, men då hälsan tillät bedrev han forskning, som resulterade i två utmärkta arbeten: Vårs herres och frälsares Jesu Christi historia ifrån hans födelse till hans himmelsfärd, uti sex böcker författad (1755–1660, tredje upplagan 1785) och Historiska anmärkningar om kyrkoceremonierna (1762), av vilka det senare med de tillägg, som gjordes av Anders Erik Knös i upplagan av 1838, i de flesta fall är en tillförlitlig källa om den kristna kultens historia. Hans omfattande författarskap till trots, utmärkte han sig främst som predikant och hans predikningar utgavs i flera upplagor, bland annat 1774–1778 under titeln Samling af heliga tal öfver åtskilliga evangeliska texter (I–III).
I egenskap av riksdagsman 1751 uppträdde Bælter med kraft emot beroendet av utländska makter och ansåg, att man självständigt skulle överlägga om rikets bästa, utan hänsyn till främmande makters vilja. I egenskap av ledamot av hovkonsistoriet fick han det vedermälet, att han älskade "vett, sanning och rättvisa". Baeltergatan i Söderhamn och Sven Baelters väg i Växjö är uppkallade efter honom.